# ジャネーノ!?
『ジャネーノ!?』は、2014年4月28日から9月8日までフジテレビ系列で放送されていたトークバラエティ番組。全16回。キャッチコピーは「いいんジャネーノ!?」。
放送時間は毎週月曜日 20:00 - 20:54（JST）。

## 概要
2014年1月1日に放送された単発特番「芸能界が認めた100人」をレギュラー化。芸能界に詳しい人物などから集めた情報を元に繰り広げられるトーク番組。
『世界まる見え!テレビ特捜部』（日本テレビ）や『クイズプレゼンバラエティー Qさま!!』（テレビ朝日）に押されたため、わずか半年で終了。後番組は『痛快TV スカッとジャパン』。

## 出演者

### MC
- 後藤輝基（フットボールアワー）
- 竹内友佳（フジテレビアナウンサー）

## スタッフ

### レギュラー（ジャネーノ!?）
- 編成企画：赤池洋文（フジテレビ）
- ナレーター：竹内友佳、あおい洋一郎、佐藤政道
- 構成：山内浩嗣
- 作家：安部裕之、寺田智和、西宮晋、布広太一
- 美術制作：森健彦
- デザイン：竹中健
- 美術進行：林政之
- 大道具：卜部徹夫
- メイク：山田かつら
- アクリル装飾：山田隼人
- 電飾：菅田重樹
- 生花装飾：荒川直史
- TD：坂本淳一
- TP：辻本豊
- SW：先崎聡
- カメラ：横山大輔
- VE：藤崎康広
- 音声：佐藤浩一
- 照明：三觜繁
- 編集：石井公二、佐川正弘
- MA：水野学
- 音響効果：星裕介
- 技術協力：fmt、フジアール、IMAGICA、4-Legs
- 制作協力：HIHO-TV、FAT TRUNK、VAMP、Oidooon、dotframe、α・grid
- リサーチ：橋本幸絵、松本亮
- 広報：手塚朝美（フジテレビ）
- TK：小柳成子
- デスク：小笠原有莉（D:COMPLEX）
- AP：菊池英玲奈（D:COMPLEX）、三友咲（HIHO-TV）
- キャスティングP：大内登、湯澤麻貴、高柳景多（dotframe）、仲村孝明（α・grid）
- 編集ディレクター：岩下英生
- ディレクター：宮森英生（FAT TRUNK）、武島義之、広田剛己、永井洋之、三宅佑治（HIHO-TV）、中沢剛（dotframe）、木戸隆文（Oidooon）、松藤豪
- 演出：神尾昌宏（D:COMPLEX）
- 総合演出：疋田雅一（HIHO-TV）
- プロデューサー：西雅史・古賀太隆（D:COMPLEX、古賀→以前CPと表記）、中村倫久（HIHO-TV）、富田好美（オフィスクレッシェンド）
- 企画制作：フジテレビ
- 制作著作：D:COMPLEX

### 過去のスタッフ
- 編成企画：川本洋平（フジテレビ）
- ナレーター：立木文彦
- アートメカニック：山崎峰生
- モニター：上福更記
- タイトルCG：富井真
- ペイント：吉澤真純
- 編集：与那嶺涼、山崎稔
- 音響効果：安原裕人、田口優太
- 技術協力：grasp
- AP：中村恵（極東電視台）
- ディレクター：鳥越一夫・木村英貴（共にFAT TRUNK）、山本健太郎

### 特番（芸能界が認めた100人）
- 編成企画：川本洋平（フジテレビ）
- ナレーター：垂木勉
- 構成：山内浩嗣
- 作家：安部裕之、本松エリ
- TD/SW：坂本淳一
- カメラ：横山大輔
- VE：藤崎康広
- AUD：元山拓巳
- 照明：藤井梅雄
- 美術プロデューサー：森健彦
- デザイン：竹中健
- 美術進行：林政之
- 大道具：卜部徹夫
- アクリル装飾：石橋誉礼
- 電飾：齋藤誠二
- 生花装飾：荒川直史
- モニター：上福更記
- 編集：岩下英生、四ノ宮正一
- MA：水野学
- 音効：安原裕人
- イラスト：山下光恵、吉澤真純
- CG：富井真
- 協力：fmt、IMAGICA、マルチバックス、フジアール
- TK：石井成子
- 広報：小中ももこ（フジテレビ）
- デスク：小笠原有莉
- AD：山下達也
- ディレクター：神尾昌宏（D:COMPLEX）、宮森英生（FAT TRUNK）、広田剛己・三宅佑治（共にHIHO-TV）
- プロデューサー：中村倫久（HIHO-TV）
- 演出：疋田雅一（HIHO-TV）
- チーフプロデューサー：古賀太隆（D:COMPLEX）
- 企画制作：フジテレビ
- 制作著作：D:COMPLEX

## ネット局と放送時間
| 放送対象地域   | 放送局                    | 系列                          | 放送日時           | 備考       |
| -------------- | ------------------------- | ----------------------------- | ------------------ | ---------- |
| 関東広域圏     | フジテレビ（CX）          | フジテレビ系列                | 月曜 20:00 - 20:54 | 制作局     |
| 北海道         | 北海道文化放送（uhb）     | フジテレビ系列                | 月曜 20:00 - 20:54 | 同時ネット |
| 岩手県         | 岩手めんこいテレビ（mit） | フジテレビ系列                | 月曜 20:00 - 20:54 | 同時ネット |
| 宮城県         | 仙台放送（OX）            | フジテレビ系列                | 月曜 20:00 - 20:54 | 同時ネット |
| 秋田県         | 秋田テレビ（AKT）         | フジテレビ系列                | 月曜 20:00 - 20:54 | 同時ネット |
| 山形県         | さくらんぼテレビ（SAY）   | フジテレビ系列                | 月曜 20:00 - 20:54 | 同時ネット |
| 福島県         | 福島テレビ（FTV）         | フジテレビ系列                | 月曜 20:00 - 20:54 | 同時ネット |
| 新潟県         | 新潟総合テレビ（NST）     | フジテレビ系列                | 月曜 20:00 - 20:54 | 同時ネット |
| 長野県         | 長野放送（NBS）           | フジテレビ系列                | 月曜 20:00 - 20:54 | 同時ネット |
| 静岡県         | テレビ静岡（SUT）         | フジテレビ系列                | 月曜 20:00 - 20:54 | 同時ネット |
| 富山県         | 富山テレビ（BBT）         | フジテレビ系列                | 月曜 20:00 - 20:54 | 同時ネット |
| 石川県         | 石川テレビ（ITC）         | フジテレビ系列                | 月曜 20:00 - 20:54 | 同時ネット |
| 福井県         | 福井テレビ（FTB）         | フジテレビ系列                | 月曜 20:00 - 20:54 | 同時ネット |
| 中京広域圏     | 東海テレビ（THK）         | フジテレビ系列                | 月曜 20:00 - 20:54 | 同時ネット |
| 近畿広域圏     | 関西テレビ（KTV）         | フジテレビ系列                | 月曜 20:00 - 20:54 | 同時ネット |
| 島根県・鳥取県 | 山陰中央テレビ（TSK）     | フジテレビ系列                | 月曜 20:00 - 20:54 | 同時ネット |
| 岡山県・香川県 | 岡山放送（OHK）           | フジテレビ系列                | 月曜 20:00 - 20:54 | 同時ネット |
| 広島県         | テレビ新広島（tss）       | フジテレビ系列                | 月曜 20:00 - 20:54 | 同時ネット |
| 愛媛県         | テレビ愛媛（EBC）         | フジテレビ系列                | 月曜 20:00 - 20:54 | 同時ネット |
| 高知県         | 高知さんさんテレビ（KSS） | フジテレビ系列                | 月曜 20:00 - 20:54 | 同時ネット |
| 福岡県         | テレビ西日本（TNC）       | フジテレビ系列                | 月曜 20:00 - 20:54 | 同時ネット |
| 佐賀県         | サガテレビ（STS）         | フジテレビ系列                | 月曜 20:00 - 20:54 | 同時ネット |
| 長崎県         | テレビ長崎（KTN）         | フジテレビ系列                | 月曜 20:00 - 20:54 | 同時ネット |
| 熊本県         | テレビくまもと（TKU）     | フジテレビ系列                | 月曜 20:00 - 20:54 | 同時ネット |
| 鹿児島県       | 鹿児島テレビ（KTS）       | フジテレビ系列                | 月曜 20:00 - 20:54 | 同時ネット |
| 沖縄県         | 沖縄テレビ（OTV）         | フジテレビ系列                | 月曜 20:00 - 20:54 | 同時ネット |
| 青森県         | 青森テレビ（ATV）         | TBS系列                       | 不定期放送         | 遅れネット |
| 大分県         | テレビ大分（TOS）         | 日本テレビ系列 フジテレビ系列 | 木曜 14:00 - 14:54 | 遅れネット |